# Generals d'Oshawa
Les Generals d'Oshawa sont une franchise de hockey sur glace du Canada qui évolue dans la Ligue de hockey de l'Ontario, une des trois ligues de la Ligue canadienne de hockey.
L'équipe est créée en 1937 et avec 12 titres de champions, l'équipe est la plus titrée de la toute la LHO. Elle remporte ainsi 7 titres consécutifs entre 1938 et 1944. En plus de ces trophées de championnat, l'équipe participe de nombreuses fois à la Coupe Memorial, remportant les éditions de 1939, 1940, 1944 et 1990.

## Historique

### La première équipe des Generals
Le hockey dans la ville d'Oshawa date des débuts du XXe siècle avec les Shamrocks dans les années 1900. En 1930, l'équipe devient les Majors de Oshawa avant de prendre en 1937 le nom de Generals, en référence au sponsor, la société General Motors du Canada Limitée. Dès cette première saison sous le nouveau nom, l'équipe remporte les séries éliminatoires ainsi que la Coupe J.-Ross-Robertson allant avec. L'équipe perd en finale de la Coupe Memorial 1938 contre les Seals de Saint-Boniface, équipe de la Ligue de hockey junior du Manitoba dans laquelle évolue les futures vedettes de la Ligue nationale de hockey, Wally Stanowski, Frank McCool et Billy Reay. L'équipe remporte le titre de champion de l'Ontario au cours des six saisons suivantes.
Après avoir perdu en 1938, les Generals remportent la finale de la Coupe Memorial en 1939 contre l'Athletic Club Roamers d'Edmonton sur le score de 3 matchs à 1 puis en 1940 contre les Thistles de Kenora sur le même score. L'équipe ne joue pas la Coupe Memorial 1941 puis perd les Coupes Memorial 1942 et 1943. Ils remettent la main sur la Coupe Memorial en 1944 4 victoires à 0.
Le 15 septembre 1953, la patinoire des Generals, l'Hambly Arena, disparaît intégralement à la suite d'un incendie. Les pertes sont évaluées par les secours à 350 000 dollars ; en effet outre la patinoire, l'équipe perd l'intégralité des équipements de joueurs ou encore de nombreuses paires de patins. L'équipe ne reviendra au jeu que dix ans plus tard.

### Le renouveau de l'équipe

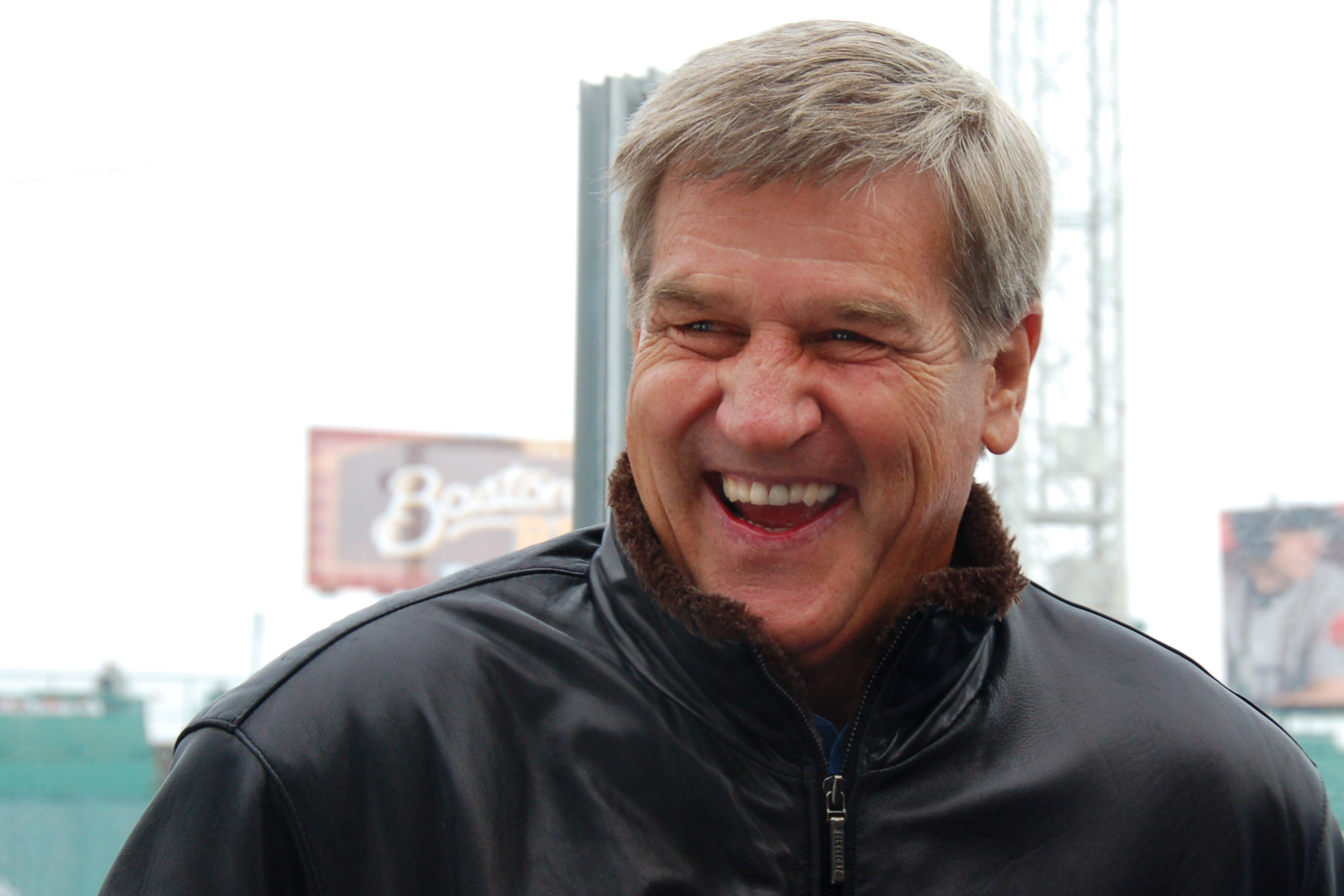
Bobby Orr (ici en 2010) joue avec Oshawa entre 1962 et 1966.

Cette nouvelle équipe provient de la volonté de Wren Blair d'avoir une nouvelle équipe à Oshawa. Blair fait partie de la franchise des Bruins de Boston de la Ligue nationale de hockey et il arrive à un arrangement avec les dirigeants de l'équipe pour prendre 51 % des parts dans une nouvelle équipe, les Generals d'Oshawa. Blair arrive également à faire signer un contrat avec les Bruins à un jeune prodige de Parry Sound âgé de 14 ans, Bobby Orr. Ce dernier rejoint les rangs des Generals tout en continuant ses études dans sa ville natale. Il manque ainsi les entraînements des Generals et rejoint son équipe chaque fin de semaine pour jouer dans la Metro Junior A League.
En 1963-1964, la ligue Metro disparaît et les Generals rejoignent l'Association de hockey de l'Ontario. Orr compte 29 buts, décroche un record de buts pour un défenseur dans la ligue et est nommé dans la première équipe d'étoiles de l'association. Lors de la saison suivante, l'équipe joue dans l'Oshawa Civic Auditorium, la nouvelle patinoire de la ville. Les Generals terminent la saison 1965-1966 à la quatrième place du championnat puis passent tous les tours des séries éliminatoires de l'AHO pour remporter la Coupe J.-Ross-Robertson. L'équipe gagne sa place en finale de la Coupe Memorial 1966 en battant les champions de l'Ontario du nord, les Trappers de North Bay puis les champions du Québec, les Bruins de Shawinigan. Orr se blesse à l'aine contre Shawinigan mais, afin d'attirer plus de monde pour la finale qui se joue dans le Maple Leaf Gardens, son équipe affirme qu'il s'agit de la dernière opportunité pour le public de voir jouer la jeune vedette dans les rangs juniors. Allant à l'encontre de la volonté des Bruins, Orr joue la finale qui est finalement perdue en six matchs contre les Oil Kings d'Edmonton. L'entraîneur de l'équipe, Bep Guidolin, est licencié pour avoir fait jouer le défenseur vedette alors que Blair quitte les Bruins pour rejoindre la nouvelle équipe des North Stars du Minnesota.
Pendant 17 ans, les Generals ne jouent plus les premiers rôles de l'AHO, qui devient de la Ligue de hockey de l'Ontario en 1974. Au cours de la saison 1982-1983, l'équipe se classe troisième de sa division mais réussit à passer tous les tours pour jouer la finale de la Coupe J.-Ross-Robertson contre les Greyhounds de Sault-Sainte-Marie. La Coupe Memorial est désormais un tournoi entre quatre formations : une équipe hôte et les trois champions de la Ligue canadienne de hockey (la LHO, la Ligue de hockey de l'Ouest et la Ligue de hockey junior majeur du Québec. Les Generals jouent donc cette finale contre les Canadiens junior de Verdun (LHJMQ), les Broncos de Lethbridge (LHOu) ainsi que les Winterhawks de Portland, équipe hôte. La finale du tournoi oppose les joueurs d'Oshawa à ceux de Portland ; ce sont finalement les joueurs locaux qui s'imposent sur le score de 8-3 pour la première victoire d'une équipe américaine au tournoi traditionnellement canadien.

### De nouvelles finales
La saison 1986-1987 des Generals est couronnée de succès : ils finissent avec le plus haut total de points de leur histoire, 101. Le centre des Generals, Scott McCrory, compte 150 points pour la première place des pointeurs. En tant que champions de la division Leyden, les joueurs d'Oshawa sont opposés aux champions de la division Emms, les Centennials de North Bay, au cours d'une super série, le vainqueur de la série se voyant attribuer le tournoi final de la Coupe Memorial 1987. La série tourne à l'avantage des Generals en sept rencontres. Lors des séries éliminatoires, Oshawa élimine les Canadiens de Kingston puis les Peterborough Petes à chaque fois en six rencontres. La finale 1987 de la Coupe J.-Ross-Robertson oppose les deux meilleures équipes de la saison régulière : les Centennials de North Bay aux Generals d'Oshahwa. Comme lors de la super série, ce sont les joueurs d'Oshawa qui s'imposent, une nouvelle fois en sept rencontres.
Ainsi, pour la dernière fois de l'histoire de la Coupe Memorial, seulement trois équipes jouent l'édition 1987 de la Coupe Memorial : les Chevaliers de Longueuil (LHJMQ), les Tigers de Medicine Hat (LHOu) et donc les Generals. Les joueurs locaux s'imposent lors des trois matchs du premier tour mais ils échouent en finale de la Coupe contre les Tigers sur le score de 6-2.
En 1989, Eric Lindros, jeune joueur prometteur, est choisi par les Greyhounds de Sault-Sainte-Marie lors du repêchage de la LHO. Il annonce alors qu'il ne souhaite pas rejoindre la formation de Sault-Sainte-Marie. Après de longues hésitations, la LHO accepte que le joueur soit échangé par les Greyhounds et il rejoint la franchise des Generals en échange de joueurs, de choix de repêchages ainsi que de l'argent,. Lindros fait ses débuts avec les Generals lors de la saison 1989-1990 et participe à 25 matchs de sa nouvelle équipe au cours desquels, il inscrit 17 buts et 19 aides.
Avec 88 points, l'équipe compte autant de points que la meilleure équipe de la division Emms, les Knights de London. Au premier tour les Generals battent les Royals de Cornwall alors que les Knights sont éliminés. Les Generals continuent sur leur lancée et battent les Petes de Peterborough en demi-finale en quatre rencontres. La finale 1990 de la Coupe J.-Ross-Robertson oppose donc les joueurs d'Oshawa à ceux des Rangers de Kitchener et il faut sept rencontres pour voir les Generals s'imposer. Les deux équipes participent tout de même à la Coupe Memorial 1990 en compagnie du Titan de Laval de la LHJMQ et des Blazers de Kamloops de la LHOu. Au cours du premier tour, les Generals remportent tous leurs matchs dont deux en prolongation. Ils jouent ainsi une nouvelle finale, contre l'autre équipe de la LHO, les Rangers. À la fin du temps réglementaire, les deux équipes sont à égalité trois buts partout et il faut attendre la seconde prolongation pour voir les Generals s'imposer grâce à un but de Bill Armstrong. Lindros compte neuf points, neuf aides, en quatre rencontres et élu dans l'équipe type du tournoi en compagnie d'Iain Fraser et de Paul O'Hagan ; il n'a alors que 17 ans.
Ce dernier est choisi en tant que premier choix du repêchage d'entrée dans la LNH 1990 par les Nordiques de Québec mais il refuse de rejoindre l'équipe et passe une nouvelle saison avec son équipe junior. Avec 149 points, il est le meilleur réalisateur de toute la ligue alors que les Generals finissent premiers avec 100 points. Ils ne jouent cependant pas une nouvelle Coupe Memorial car ils perdent la finale de la LHO contre les Greyhounds en six matchs.

## Palmarès de l'équipe
L'équipe des Generals est la plus titrée de l'histoire de la LHO.
Trophée Hamilton Spectator
Équipe avec le plus grand nombre de points à la fin de la saison régulière
- 1986-1987 : 101 points
- 1989-1990 : 88 points
- 1990-1991 : 100 points

Trophée Leyden
Meilleure équipe de la division Est au cours de la saison régulière
- 1986-1987 : 101 points
- 1989-1990 : 88 points
- 1990-1991 : 100 points
- 2013-2014 : 90 points

Coupe J.-Ross-Robertson
Équipe remportant les séries éliminatoires de la LHO
- 1938 : champions de l'AHO contre les Indians de Guelph
- 1939 : champions de l'AHO contre les Native Sons de Toronto
- 1940 : champions de l'AHO contre les Marlboros de Toronto
- 1941 : champions de l'AHO contre les Marlboros de Toronto
- 1942 : champions de l'AHO contre les Biltmore Mad Hatters de Guelph
- 1943 : champions de l'AHO contre les Lions de Brantford
- 1944 : champions de l'AHO contre les St. Michael's Majors de Toronto
- 1966 : champions de l'AHO contre les Rangers de Kitchener
- 1983 : champions de la LHO contre les Greyhounds de Sault-Sainte-Marie
- 1987 : champions de la LHO contre les Centennials de North Bay
- 1990 : champions de la LHO contre les Rangers de Kitchener
- 1997 : champions de la LHO contre les 67 d'Ottawa

Trophée George-T.-Richardson
Équipe championne de l'Est du Canada
- 1938 : champions contre les Blue Wings de Perth
- 1939 : champions contre les Maple Leafs de Verdun
- 1940 : champions contre les Maple Leafs de Verdun
- 1942 : champions contre le Collège St. Patrick's d'Ottawa
- 1943 : champions contre le Canadien junior de Montréal
- 1944 : champions contre le Canadien junior de Montréal
- 1966 : champions contre les Bruins de Shawinigan

Coupe Memorial
Équipe championne de la Ligue canadienne de hockey
- 1939 : champions de l'Association canadienne de hockey amateur contre l'Athletic Club Roamers d'Edmonton
- 1940 : champions de l'ACHA contre les Thistles de Kenora
- 1944 : champions de l'ACHA contre les Smoke Eaters de Trail
- 1990 : champions de la LCH contre les Rangers de Kitchener
- 2015 : champions de la LCH

## Personnalités de l'équipe

### Joueurs honorés

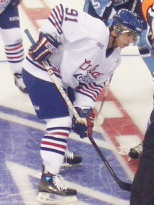
John Tavares en 2006 avec les Generals.

Certains joueurs ont vu leur « numéro retiré » à la suite de leur passage au sein de l'équipe. Ainsi, Le 12 novembre 2006, Red Tilson voit son numéro 9 retiré par l'équipe des Generals. Tilson évolue au sein de l'équipe en 1942-1943 et remporte cette année le titre de meilleur pointeur du circuit avec 57 points. Il rejoint les rangs de l'armée Canadienne en 1943 et meurt un an plus tard en Hollande. Il est le premier joueur des Generals à être honoré par l'équipe.
En 2008, deux anciens juniors de l'équipe sont mis en avant. Le 6 mars, c'est d'abord le tour d'Eric Lindros de voir le 88 accroché au plafond du General Motors Centre. Lindros joue pour l'équipe entre 1989-1992 et gagne avec elle la Coupe Memorial de 1990. Il joue un total de 95 rencontres pour 216 points dont 97 buts. Quelques mois plus tard, le 27 novembre, c'est au tour de l'ancien défenseur de la LHO et de la LNH, Bobby Orr de voir le 2 retiré par l'équipe d'Oshawa. Orr rejoint l'équipe à l'âge de 14 ans et il y passe quatre saisons avec un titre de champion en 1966. Il totalise, quant à lui, 278 points avec les Generals.
Enfin, le 91 de John Tavares est retiré par l'équipe le 28 septembre 2014. Tavares joue également pendant quatre saisons avec les Generals mais comme il joue en attaque, il dépasse Orr au niveau des buts et des points. Il passe ainsi quatre saisons avec l'équipe collectant 473 points dont 215 buts en 247 rencontres. Il est mis en avant par son équipe alors qu'il n'a que 24 ans, il est alors le plus jeune joueur de la LHC à être honoré de la sorte.

### Records de l'équipe
| Record               | Joueur            | Période   | Nombre |
| -------------------- | ----------------- | --------- | ------ |
| Matchs joués         | Colin Suellentrop | 2009-2014 | 313    |
| Buts                 | John Tavares      | 2005-2009 | 183    |
| Aides                | Marc Savard       | 1993-1997 | 281    |
| Points               | Marc Savard       | 1993-1997 | 413    |
| Minutes de pénalités | Ben Eager         | 2000-2004 | 795    |

| Record                  | Joueur                   | Période             | Nombre |
| ----------------------- | ------------------------ | ------------------- | ------ |
| Buts                    | Tony Tanti               | 1980-1981           | 81     |
| Aides                   | Scott McCrory            | 1986-1987           | 99     |
| Points                  | Tony Tanti Scott McCrory | 1980-1981 1986-1987 | 150    |
| Moyenne de buts alloués | Daniel Altshuller        | 2013-2014           | 2,56   |

### Équipes championnes de la Coupe Memorial
- Coupe Memorial 1939
  - Entraîneur : Tracy Shaw
  - Joueurs : Les Colvin, Don Daniels, Joe Delmonte, Jim Drummond, Gerry Kinsella, Nick Knott, Jud McAtee, Norm McAtee, Dinny McManus, Gar Peters, Nig Ritchie, Roy Sawyer, Orville Smith et Billy Taylor
- Coupe Memorial 1940
  - Entraîneur : Tracy Shaw
  - Joueurs : Don Daniels, Frank Eddolls, Jack Hewson, Buddy Hellyer, Nick Knott, Jud McAtee, Norm McAtee, Dinny McManus, Gar Peters, Nig Ritchie, Roy Sawyer, Orville Smith, Doug Turner, Ronnie Wilson et Wally Wilson.
- Coupe Memorial 1944
  - Entraîneur : Charlie Conacher
  - Joueurs : Bill Barker, Don Batten, Dave Bauer, Harvey Bennett Jr., John Chenier, Floyd Curry, Bob Dawes, Bill Ezinicki, Ted Lindsay, Robert Love, Jean Marois, Murdie MacMillan, Gus Mortson, Bob Porter, Bert Shewchuck, Kenny Smith et Jack Taggart
- Coupe Memorial 1990
  - Entraîneur : Rick Cornacchia
  - Gardiens : Fred Brathwaite et Kevin Butt
  - Défenseurs : Bill Armstrong, Dave Craievich, Jean-Paul Davis, Craig Donaldson, Brian Grieve, Paul O'Hagan et Wade Simpson
  - Attaquants : Cory Banika, Joe Busillo, Clair Cornish, Mike Craig, Dale Craigwell, Mark Deazeley, Iain Fraser, Brent Grieve, Matt Hoffman, Scott Hollis, Eric Lindros, Scott Luik, Trevor McIvor et Jarrod Skalde